# Cleisostoma teretifolium
Cleisostoma teretifolium är en orkidéart som beskrevs av Johannes Elias Teijsmann och Simon Binnendijk. Cleisostoma teretifolium ingår i släktet Cleisostoma, och familjen orkidéer. Inga underarter finns listade i Catalogue of Life.